# Abrus madagascariensis
Abrus madagascariensis är en ärtväxtart som beskrevs av René Viguier. Abrus madagascariensis ingår i Paternosterbönssläktet, och familjen ärtväxter. Inga underarter finns listade i Catalogue of Life.